# Varel
Varel är en stad i distriktet Friesland i den tyska delstaten Niedersachsen. Varel ligger geografiskt i den del av nordvästra Tyskland som kallas Ostfriesland. I stadens närhet finns floden Jade och havsbukten Jadebusen. Staden ligger 15 kilometer söder om Wilhelmshaven och 30 kilometer norr om Oldenburg. Varel har cirka 24 000 invånare.

## Historia
Staden har en mycket lång historia, vilket bland annat gravhögar och andra fynd visar. Varel omnämns första gången 1123. En av stadens kyrkor är från mitten av 1100-talet. Dessutom finns bland annat en slottskyrka från början av 1600-talet.
Fram till 1400-talet låg Varel inom friesiskt område. År 1577 blev Varel en självständig del av grevskapet Oldenburg. År 1663 förenades Varel och Kniphausen till en fideikommiss. Stadens slott förstördes 1751 i en stor brand. Åren 1810-1813 var hela landet, inklusive Varel, ockuperat av Frankrike. Åren 1813-1854 var Varel åter en självständig del av storthertigdömet Oldenburg, men blev därefter inkorporerat i Oldenburg.

## Näringsliv
I Varel har flygplanstillverkaren Airbus en produktionsanläggning. Liksom i andra städer i Ostfriesland spelar turismen en viktig roll. Strax utanför Varel finns den tidigare fiskebyn Dangast som sedan drygt 200 år är en känd badort vid Jadebusen.
Staden ligger vid motorvägen A29 mellan Oldenburg och Wilhelmshaven. Staden är också ansluten till det tyska järnvägsnätet. 

## Bilder
|                                    |
| Skogsområde i Varel, Vareler Wald. |

|                |
| Spijöökmuseet. |

|                            |
| En modell av Varels slott. |